# オヤブジラミ
オヤブジラミ（雄藪虱、学名：Torilis scabra）はセリ科ヤブジラミ属の越年草。

## 特徴
同属のヤブジラミによく似る。茎は直立し、上部は分枝し、高さは30-70cmになる。葉は3回3出羽状複葉になり、小葉の羽片は細かく切れ込み、葉は薄い。両面に粗い短毛が生え、裏面はしばしば白色を帯びる。
花期はヤブジラミより早く、4-5月。茎頂か、分枝した先端に複散形花序をつける。花柄は2-4個とヤブジラミより少ない。花は白色の5弁花。複散形花序の下にある総苞片は0-1個で糸状で短く、小花序の下にある小総苞片は線形で斜上し小花序と同じ長さ。果実は長さ4.5-6mmの長楕円形で、果実の刺毛はやや長く、先端が鉤状に内側に曲がる。
日なたに生育するものは、茎や若い果実が紫色を帯びる。種小名 scabra は「粗面」の意味で、和名はヤブジラミと比較して果実が大きいことによる。

## 分布と生育環境
日本では、本州、四国、九州、琉球に分布し、原野や道ばたにふつうに生育する。世界では、朝鮮、中国（本土・台湾）に分布する。

## ギャラリー
- 紫色を帯びた日なたの若い果実
- 果実